# Daz Sampson

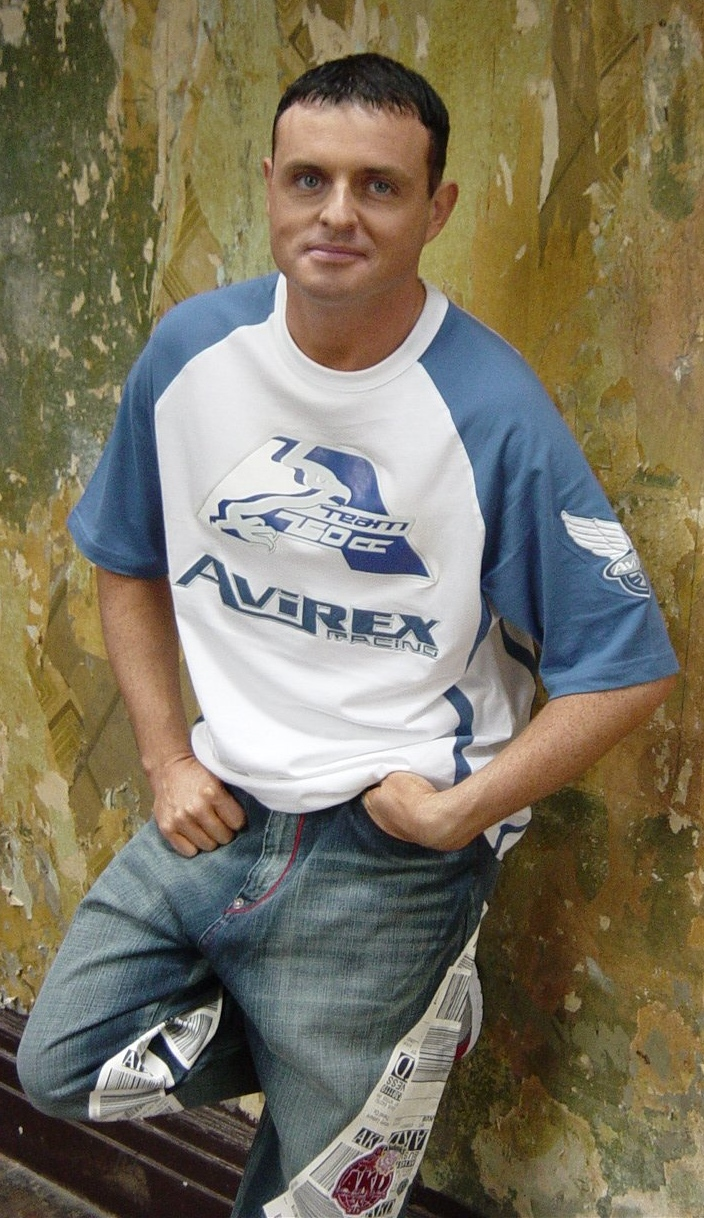
Daz Sampson (2007)

Daz Sampson (* 28. November 1974 in Stockport, Cheshire; eigentlich Darren Sampson) ist ein britischer Dance-Musik-Produzent und Sänger.

## Leben
Daz Sampson wurde in erster Linie durch Veröffentlichungen verschiedener Dance-Lieder bekannt, vor allem Neubearbeitungen älterer Lieder, die er mit anderen Künstlern aufnahm. Seine größten Erfolge hatte er zusammen mit der Gruppe Uniting Nations (Out of touch), als Teil des Duos Rikki & Daz (Rhinestone Cowboy) sowie mit der Gruppe Bus Stop (Kung fu fighting).
2006 nahm er am 4. März mit dem Lied Teenage Life, das er zusammen mit John Matthews, besser bekannt als Ricardo Autobahn, geschrieben hatte, an Making Your Mind Up, der britischen Vorentscheidung zum Eurovision Song Contest, teil. Das Lied, das auf der Bühne von fünf jungen Frauen in Schuluniformen (The Sampsonites genannt) begleitet wurde, konnte sich mit deutlichem Abstand gegen die fünf anderen Bewerber durchsetzen. Der Auftritt sorgte wegen der „offensichtlichen sexuellen Anzüglichkeit des Bühnenauftrittes“, die in der Kleidung der Background-Sängerinnen gesehen wurde, für Kontroversen in den britischen Medien, von denen sich der Sänger jedoch unbeeindruckt zeigte:

„Die jungen Tänzerinnen waren ganz bekleidet […] es gab keinerlei sexuellen Anspielungen.“

Beim Eurovision Song Contest 2006 in Athen am 20. Mai trat er mit der gleichen Bühnenshow auf, konnte aber die europäischen Zuschauer nicht überzeugen und erhielt nur aus zehn der anderen 38 abstimmungsberechtigten Länder überhaupt Punkte; insgesamt landete er mit 25 Punkten auf dem 19. Platz unter 24 Teilnehmern. Teenage life war in Großbritannien dennoch ein Hit und der erfolgreichste britische Wettbewerbsbeitrag seit 1999. Zudem waren die Einschaltquoten in Großbritannien 2006 so hoch wie nie zuvor in der Geschichte des Eurovision Song Contest. Nach der Veranstaltung erreichte die Single auch die Charts in Frankreich und den Niederlanden.
2007 reichte er das Lied Goodbye, das er zusammen mit Carol Decker singen wollte, zum britischen Vorentscheid ein, erreichte aber nicht die Endrunde.

## Diskografie

### Studioalben
Bus Stop
- 1998: Ticket to Ride
- 2000: Get It On
- 2002: Bustin’ Rhymes & Melodies

Uniting Nations
- 2005: One World

### Singles
| Jahr | Titel Album                               | Höchstplatzierung, Gesamtwochen, AuszeichnungChartplatzierungen (Jahr, Titel, Album, Platzierungen, Wochen, Auszeichnungen, Anmerkungen) | Höchstplatzierung, Gesamtwochen, AuszeichnungChartplatzierungen (Jahr, Titel, Album, Platzierungen, Wochen, Auszeichnungen, Anmerkungen) | Höchstplatzierung, Gesamtwochen, AuszeichnungChartplatzierungen (Jahr, Titel, Album, Platzierungen, Wochen, Auszeichnungen, Anmerkungen) | Höchstplatzierung, Gesamtwochen, AuszeichnungChartplatzierungen (Jahr, Titel, Album, Platzierungen, Wochen, Auszeichnungen, Anmerkungen) | Anmerkungen                                                          |
| Jahr | Titel Album                               | DE | AT | CH | UK | Anmerkungen                                                          |
| ---- | ----------------------------------------- | --- | --- | --- | --- | -------------------------------------------------------------------- |
| 1998 | Kung Fu Fighting Ticket to Ride           | — | — | — | UK8 (11 Wo.)UK | Erstveröffentlichung: Mai 1998 Bus Stop feat. Carl Douglas           |
| 1998 | You Ain’t Seen Nothing Yet Ticket to Ride | — | — | — | UK22 (4 Wo.)UK | Erstveröffentlichung: Oktober 1998 Bus Stop feat. Randy Bachman      |
| 1999 | Jump Ticket to Ride                       | — | — | — | UK23 (3 Wo.)UK | Erstveröffentlichung: März 1999 Bus Stop                             |
| 2000 | Get It On                                 | — | — | — | UK59 (2 Wo.)UK | Erstveröffentlichung: September 2000 Bus Stop feat. T. Rex           |
| 2002 | Rhinestone Cowboy –                       | — | — | — | UK12 (8 Wo.)UK | Erstveröffentlichung: November 2002 Rikki & Daz feat. Glen Campbell  |
| 2003 | Yippie I Oh –                             | — | — | — | UK32 (2 Wo.)UK | Erstveröffentlichung: September 2003 Barndance Boys                  |
| 2004 | Out of Touch One World                    | DE27 (9 Wo.)DE | AT68 (1 Wo.)AT | CH74 (6 Wo.)CH | UK7 (24 Wo.)UK | Erstveröffentlichung: November 2004 Uniting Nations                  |
| 2005 | You And Me One World                      | — | — | — | UK15 (8 Wo.)UK | Erstveröffentlichung: Juli 2005 Uniting Nations                      |
| 2005 | Ai No Corrida One World                   | — | — | — | UK18 (6 Wo.)UK | Erstveröffentlichung: November 2005 Uniting Nations feat. Laura More |
| 2006 | Teenage Life –                            | — | — | — | UK8 (7 Wo.)UK | Erstveröffentlichung: Mai 2006 Daz Sampson                           |
| 2007 | Do It Yourself –                          | — | — | — | UK64 (2 Wo.)UK | Erstveröffentlichung: November 2007 Uniting Nations                  |